# Индонезийско-южноафриканские отношения
Индонезийско-южноафриканские отношения — двусторонние дипломатические отношения между Индонезией и Южно-Африканской Республикой (ЮАР).
ЮАР является членом БРИКС, в то время как Индонезия является страной-партнëром. 

## Характеристика
Официальные дипломатические отношения были установлены 12 августа 1994 года. Посольство ЮАР в Джакарте было основано в январе 1995 года, а Индонезия также открыла посольство в Претории в этом году. Государства являются членами международных организаций, таких как: Организация Объединённых Наций, Всемирная торговая организация (ВТО), Движение неприсоединения, Ассоциация стран Индийского океана, Кернская группа, КИВЕТС и Большой двадцатки. В 2012 году во время брифинга по инициативам внешней политики Индонезия назвала ЮАР среди своих 14 стратегических партнёров.
Согласно опросу Би-би-си 2013 года, восприятие индонезийцами ЮАР разделилось между 36 % отрицательного мнения и 33 % положительного, что примерно соответствует среднему мировому мнению об этой стране.

## История
Исторические связи между Индонезией и ЮАР восходят к XVII веку. В 1693 году шейх Юсуф из Макасара был сослан на мыс Доброй Надежды, потому что помог восстанию Бантамского султана Тиртаясы против голландцев. В то время Нидерланды колонизировали город Кейптаун и голландскую Ост-Индию (с центром в Батавии). Прибытие шейха Юсуфа в Кейптаун способствовало основании малайскую мусульманскую общину в ЮАР, поскольку город являлся поселением для осужденных и политических ссыльных из Ост-Индии.
В период апартеида Индонезия присоединилась к остальным азиатским странам, избегавшим официальных отношений с ЮАР, однако в 1968 году Индонезия неофициально поддерживала секретные военные и разведывательные отношения с ЮАР через режим «Новое государство» в Португалии, а также через Израиль. В 1968-1969 годах Индонезия обменивалась разведданными с ЮАР и Израилем через Португалию, Иран и Турцию.
Индонезийско-южноафриканские отношения были официально установлены в августе 1994 году. Посольство ЮАР в Джакарте было основано в январе 1995 года и официально открыто министром иностранных дел 14 июля 1997 года. Посольство ЮАР в Джакарте также представляет интересы страны в АСЕАН и с 2009 года в Восточном Тиморе.
С 23 по 24 августа 2023 года президент Индонезии Джоко Видодо принял участие в XV саммите БРИКС в Йоханнесбурге.

## Торговля
ЮАР является крупнейшим торговым партнером Индонезии в Африке, на её долю пришлось 22,18 % от общего объёма торговли Индонезии на этом континенте в 2011 году. В 2011 году объём товарооборота между государствами достиг суммы 2,14 млрд долларов США. Экспорт Индонезии в ЮАР оценивался в 1,44 млрд долларов США, а импорт составил сумму около 705,78 млн долларов США, что привело к положительному сальдо торгового баланса в размере 730,81 млн долларов США в пользу Индонезии.